# 13235 Isiguroyuki
13235 Isiguroyuki è un asteroide della fascia principale. Scoperto nel 1998, presenta un'orbita caratterizzata da un semiasse maggiore pari a 2,3080977 UA e da un'eccentricità di 0,0435052, inclinata di 4,01850° rispetto all'eclittica.